# Joegoldsteinita
La joegoldsteinita és un mineral de la classe dels sulfurs, que pertany al grup de la linneïta. Rep el seu nom en honor de Joseph (Joe) I. Goldstein (1939-2015) ben conegut per les seves contribucions fonamentals a la investigació sobre els meteorits de ferro, velocitats de refredament metalogràfic, equilibri de fases Fe-Ni, microscòpia electrònica i microanàlisi.

## Característiques
La joegoldsteinita és un sulfur de fórmula química MnCr₂S₄. Va ser aprovada com a espècie vàlida per l'Associació Mineralògica Internacional l'any 2015. Cristal·litza en el sistema isomètric. Es troba en forma d'inclusions subèdrics, d'entre 13 i 15 micres de diàmetre. És l'anàleg amb manganès de la daubreelita, així com de la kalininitae i la cuprokalininita.

## Formació i jaciments
Va ser descoberta al meteorit Social Circle, un meteorit de gairebé 100 kilograms trobat l'any 1926 al comtat de Walton, a l'estat de Georgia (Estats Units). Sol trobar-se associada a altres minerals com la troilita o la niningerita. També ha estat descrita posteriorment en altres dos meteorits: en el meteorit The Bustee, trobat a Gorakhpur (Uttar Pradesh, Índia) i en el meteorit Indarch, trobat a Shusha (Districte d'Aghjabadi, Azerbaidjan).